# Komunistička država
Komunistička država je termin primjenjiv na države pod jednostranačkim vodstvom koje prate model marksizma-lenjinizma, ideologije koja postoji kao fuzija lenjinizma i političkih ideja Josifa Staljina. Marksizam-lenjinizam bio je državna ideologija Sovjetskog Saveza, Kominterne, i država unutar Varšavskog pakta. Dan danas je marksizam-lenjinizam državna ideologija nekoliko zemalja, poput Kine, Kube, Laosa i Vijetnama.

## Komunistička terminologija
Termin "komunistička država"  prema nekima,  može postojati tek nakon odumiranja države: stoga je za ove države ispravan termin socijalistička država.  
Međutim je zajedničko obilježja tzv. "socijalističkih država" da u njima svu vlast u rukama drži komunistička partija, te državu čak i u inozemstvu nerijetko ne predstavlja vrh državne vlasti - nego generalni sekretar komunističke partije. Stoga termin "komunistička država" precizno opisuje bitno svojstvo takvih država - naime da su pod vlašću komunističkih partija. 
Socijalistička/komunistička država ponekad ima više legalnih stranaka, no po njenom ustavu najveću i odlučujuću moć ima jedna stranka. Za razliku od demokratskih država, u kojima je, ako nije pod političkim progonom, komunistička partija jednaka svim ostalim strankama i ima klasično političko djelovanje, u socijalističkim je državama funkcija komunističke partije takva da ona formalno ne obavlja vlast već teoretski predstavlja "politički organ radničke klase s ciljem prevođenja socijalističkog društva u komunističko, samourušavanja socijalističke države kao ostatka starog kapitalističkog sustava, te nakon obavljanja tih političko-povijesnih zadaća, s ciljem samodokidanja". 
Prema nekima, pogrešno je tvrditi da su socijalističke države jednostranačke, a što se zbog sveprisutnosti partije može zaključiti: one su zapravo nestranačke, dok se prisutnost političkih stranaka klasičnog tipa u njima prepoznaje kao jedan od pokazatelja nedovoljne evolucije iz kapitalističkoga sustava prema komunizmu. 
Politički znanstvenici koriste termin "komunistička država" ako su prodemokratski politički orijentirani, dok termin "socijalistička država" radije koriste znanstvenici s izrazitijim ljevičarski političkim stajalištima.
U komunističkoj državi, bez iznimke je zabranjeno dovoditi u pitanje ispravnost komunističke ideologije i državnog ustroja, te se samo izražavanje kritičkog mišljenja strogo kažnjava kao verbalni delikt.